# Ecorregión de agua dulce Mar Chiquita-Salinas Grandes
La ecorregión de agua dulce Mar Chiquita - Salinas Grandes (339) es una georregión ecológica acuática continental situada en el centro-oeste de América del Sur. Se la incluye en la ecozona Neotropical.

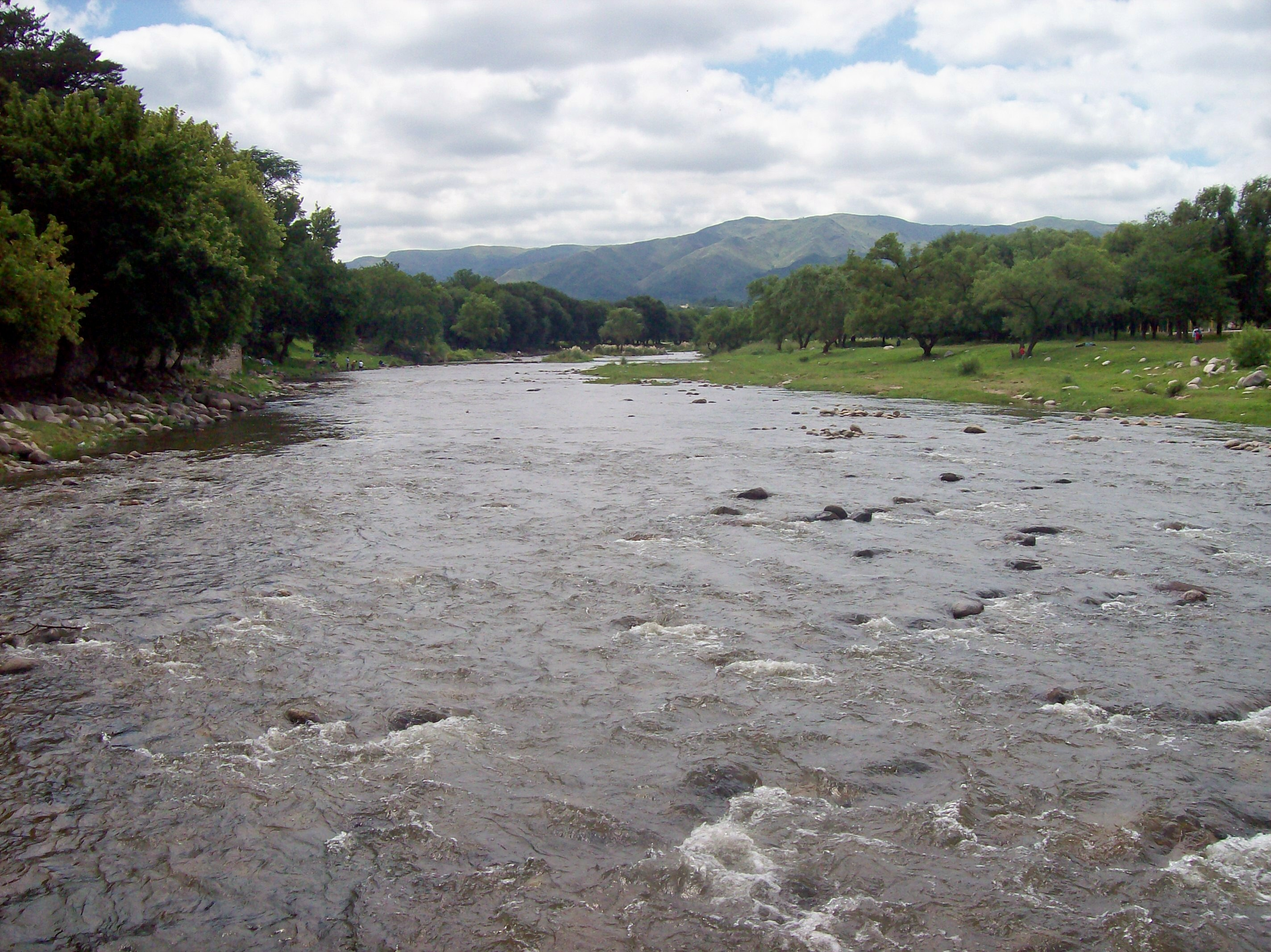
Río Cosquín, en la provincia de Córdoba, centro de la Argentina; ecorregión de agua dulce Mar Chiquita - Salinas Grandes.

## Distribución
Se distribuye en el sudoeste de Bolivia, el altiplano del nordeste de Chile, y gran parte del centro y noroeste de la Argentina.
Su nombre hace referencia a dos cuencas endorreicas de elevada salinidad, que se encuentra en el centro de la Argentina. La más oriental es la laguna Mar Chiquita, en el noreste de la provincia de Córdoba,  un enorme lago salado de variable superficie —que ronda los 6000 km²—, el más extenso de los hemisferios sur y occidental, el 5.º lago salado endorreico más grande del planeta, y el 5.º lago de planicie más extenso del mundo. Incluye esta ecorregión a todas sus cuencas colectoras, destacando su afluente principal, el río Dulce.
Al noroeste de la misma provincia, comprendiendo también el sudeste de La Rioja, el sudeste de Catamarca y el sudoeste de Santiago del Estero, se encuentra la otra cuenca que da nombre a esta ecorregión, las salinas Grandes, las que, junto con las inmediatas salinas de Ambargasta y otras adyacentes, suman unos 30 000 km², es decir,  el mayor salar en comarca del planeta.
La ecorregión llega por el sur hasta la boca atlántica del río Colorado, aunque la mayor parte de su cuenca corresponde a otra ecorregión. Por el norte alcanza a los cuerpos acuáticos del altiplano de la puna, incluyendo a los endorreicos.

## Especies características
Entre las especies características destacan algunos endemismos, como por ejemplo, una especie del género Corydoras: C. longipinnis; una especie del género Heptapterus: H. qenqo, etc.